# Väärä (sjö i Sonkajärvi, Norra Savolax, Finland)
Väärä eller Vääräjärvi är en sjö i Finland. Den ligger i kommunen Sonkajärvi i landskapet Norra Savolax, i den centrala delen av landet, 400 km norr om huvudstaden Helsingfors. Väärä ligger 103,5 meter över havet. I omgivningarna runt Väärä växer i huvudsak blandskog. Den är 7,7 meter djup. Arean är 72,8 hektar och strandlinjen är 7,68 kilometer lång. Sjön  ingår i Vuoksens huvudavrinningsområde. 